# کلینتون (ماساچوست)
کلینتون، ماساچوست
کلینتن (به انگلیسی: Clinton) شهرکی در شهرستان ورچستر ایالت ماساچوست می‌باشد که در سال ۱۸۵۰ بنیان‌گذاری شده‌است. این شهرک در سرشماری سال ۲۰۱۰ میلادی، ۱۳٬۶۰۶ نفر جمعیت داشته‌است.